# Margaret Osborne duPont
Margaret Evelyn Osborne duPont, ameriška tenisačica, * 4. marec 1918, Joseph, Oregon, ZDA, † 24. oktober 2012, El Paso, Teksas, ZDA.
Margaret Osborne duPont je v posamični konkurenci trikrat osvojila Nacionalno prvenstvo ZDA, v letih 1948, 1949 in 1950, dvakrat Amatersko prvenstvo Francije, v letih 1946 in 1949 ter Prvenstvo Anglije leta 1947. Še po dvakrat je nastopila v finalih turnirjev za Nacionalno prvenstvo ZDA in Prvenstvo Anglije. Tri od štirih porazov ji je prizadejala Louise Brough Clapp, sicer najpogostejša partnerica v konkurenci ženskih dvojic. V tej konkurenci je kar trinajstkrat osvojila Nacionalno prvenstvo ZDA, petkrat Prvenstvo Anglije in trikrat Amatersko prvenstvo Francije. Nacionalno prvenstvo ZDA je osvojila tudi devetkrat v konkurenci mešanih dvojic, enkrat tudi Prvenstvo Anglije. Leta 1967 je bila sprejeta v Mednarodni teniški hram slavnih.

## Finali Grand Slamov

### Posamično (10)

#### Zmage (6)
| Leto | Turnir                           | Nasprotnica v finalu | Rezultat finala |
| 1946 | Amatersko prvenstvo Francije     | Pauline Betz Addie   | 1–6, 8–6, 7–5   |
| 1947 | Prvenstvo Anglije                | Doris Hart           | 6–2, 6–4        |
| 1948 | Nacionalno prvenstvo ZDA         | Louise Brough Clapp  | 4–6, 6–4, 15–13 |
| 1949 | Amatersko prvenstvo Francije (2) | Nelly Adamson-Landry | 7–5, 6–2        |
| 1949 | Nacionalno prvenstvo ZDA (2)     | Doris Hart           | 6–3, 6–1        |
| 1950 | Nacionalno prvenstvo ZDA (3)     | Doris Hart           | 6–4, 6–3        |

#### Porazi (4)
| Leto | Turnir                       | Nasprotnica v finalu | Rezultat finala |
| 1944 | Nacionalno prvenstvo ZDA     | Pauline Betz Addie   | 6–3, 8–6        |
| 1947 | Nacionalno prvenstvo ZDA (2) | Louise Brough Clapp  | 8–6, 4–6, 6–1   |
| 1949 | Prvenstvo Anglije            | Louise Brough Clapp  | 10–8, 1–6, 10–8 |
| 1950 | Prvenstvo Anglije (2)        | Louise Brough Clapp  | 6–1, 3–6, 6–1   |